# 吳聲達
吳聲達（1925年8月14日—1956年1月13日），臺灣白色恐怖受害者，在臺南工學院白色恐怖事件中被捕，關押於綠島時被以「意圖以非法方式顛覆政府而著手實行」的罪名處決。

## 生平
吳聲達，出身湖南湘鄉，家中經營礦產生意，母親為日本人。1947年因台灣省立工學院院長王石安赴浙江大學招募教學人才，吳聲達受到浙江大學校長竺可楨與數學家蘇步青推薦而於同年9月到任臺灣省立工學院共同科物理助教。教學期間參與話劇研究會和音樂研究會等校內社團，與建築系助教杜誠、劉煜和黃祖權交好，創立歌謠會，因此頗受學生們歡迎。1949年，吳聲達、杜誠、黃祖權、劉煜等人，在教職員單身宿舍被憲兵逮捕入獄，隨後輾轉島內的監禁空間，於1950年12月受臺灣省保安司令部裁判，以「參加叛亂組織」、「吸收黨徒」、「呈報駐軍營調查報告給上級」等理由，予以判刑，並送至綠島監禁。
吳聲達在綠島監禁過程中，捲入「綠島再叛亂案」的風波，與黃祖權等人被送回臺灣省保安司令部受審。起初吳聲達擬判有期徒刑，並交付感化，但在判決上呈國防部後，發還複審，最終判處死刑，於1956年1月13日綁覆刑場槍決。

## 臺南工學院白色恐怖事件

### 事發經過
1947年，二二八事件導致許多知識分子左傾，何川畢業於台南工業職業學校，畢業後在台北市政府公用事業管理處汽車課工作，居住宿舍期間認識蔡瑞欽、郭琇琮、吳思漢，1947年5月經由郭琇琮介紹加入中國共產黨，由於郭琇琮、李媽兜都是省工委早期成員，1946年底，李媽兜就與陳文山、陳福星籌組台南市工委會，1947年何川返回台南任職台南工業職業學校，在李媽兜領導下，擔任台南市工委會重要幹部，何川吸收教師徐國維、鄭海樹入黨。
1948年初，何川吸收工學院學生呂丁南、許江新加入，1949年，吳聲達在同校學生許江新介紹下參加共產黨並受其領導。同年10月間吸收建築工程系助教杜誠、黃祖權入黨。隔年6月，由臺南市調查局站派駐人員偵悉後，將吳聲達等四人逮捕，其中吳聲達十五年有期徒刑，黃祖權、杜誠等二人判刑十二年，蘇寶藏則為五年有期徒刑。
據校友許秋滄表示，吳聲達在校時組織讀書會，擔任主持人，約有一百人參加。後因吳聲達被指認為共產黨臺南工作員，即共產黨成員，因此該讀書會便被認定為「叛亂組織」。
1948年，吳聲達等人成立話劇社，在交出第一齣諷刺劇《欽差大人》至警察局時遭到警方禁演。原因為劇中有一個由警察局長捧著痰盂伺候欽差大臣吐痰的橋段，認為有辱警察局長的尊嚴。當時刪除該橋段後便准許上演，成功的演出帶給校園正面的回饋與歡樂。因此話劇社順著這波熱潮繼續安排大型話劇《萬世師表》。然而具黃祖權表示，當時訓導處的政工人員對其施加壓力，希望話劇社不要安排這齣戲。而黃祖權基於其對戲劇的熱愛及執著，以及認為劇本尊師重道，不涉及政治層面，因此他依照政工人員的標準喜好下修改劇本並堅持演出。此事導致政工人員認為話劇社能發揮強大的影響力，誤導學生觀念。
1950年4月，校方召集許多教師與助教至校長室偵訊。偵訊最後留下吳聲達、杜誠、黃祖權等人並送至警局審問。眾人雖於一天後獲准交保，事後約同年6月遭憲兵搜刮逮捕入獄。

### 判決結果
主文
吳聲達意圖以非法之方法顛覆政府而著手實行處有期徒刑十五年、褫奪公權十年全部財產，除酌留其家屬必須生活費外沒收。
事實與理由
吳聲達承認在組織內執行任務，內容為報告在校為匪活動之情形與在校如何為匪工作以及1950年5月受命調查學校附近的營房，將其報告上級從事顛覆政府之行為，以上罪行與在臺灣省調查處偵訊筆錄中口供相吻合。
雖然被告吳聲達否認有顛覆政府之意圖，但他受高等教育熟悉共匪以武力爭奪政府政權之計畫，加入叛亂組織吸收黨員並調查營房將其狀況報告上級，由此可知吳聲達與組織已開始著手叛亂行為，此舉應依照法律論罪，但被告尚能如實坦承供述且事後有悔悟之感表示願意為國家效力而依法減刑，官方鼓勵吳聲達改過自新，將其全部財產的一部份留給家屬作為必須生活費，其餘則依法沒收。
本案依照懲治叛亂條例第十條第二條第一項、第四條第一項第五款、第八條第一項第十二條、戡亂時期檢肅匪諜條例第九條第一條、刑法第一百條第一項、第二十八條、第三十七條第二項、第五十九條、第七十三條、第六十四條、第二項刑事訴訟法第二百九十一條進行判決。

## 綠島再叛亂事件
1951年3月，吳聲達被移監至綠島「新生訓導處」。  起初，吳聲達相信獄方的說法，認為凡事只要服從管理、表現積極，都有機會能夠減少刑期，甚至還獲得了「克難英雄」的稱號，但也因此招致「積極派」（以較激進之手段對抗獄方之政治犯）的批判。不久後，吳聲達也開始感受到獄方有所欺瞞，而逐漸轉型成為「積極派」的主要人物。
1953年，獄方以「一人一事良心救國運動」推動了「刺青運動」，起因是由於新生訓導處第一任處長姚盛齋看到韓戰俘虜的手臂上皆有刺青，於是心生一念，以「自發」之名要所有新生也刺青以示愛國，希望新生們在身體刺上「殺朱拔毛」、「反共抗俄」、「蔣總統萬歲」等反共標語，作為島內與國際宣傳之用，但沒想到此舉卻引起所有新生的反感。吳聲達便被獄方認為是破壞「一人一事良心救國運動」的元兇之一，加上當時獄中男女之間書信的往來，不論其任何內容都會被當成是對抗處部的非法聯絡活動，吳聲達也是其中被認為是受命擔任與整個女生聯絡共同組織的背後成員之一，並被當局認為他們有組成代號為ABCD的組織，因此被關進碉堡嚴刑拷打詢問。但據其他涉案者所言，「ABCD組織」僅僅是吳聲達腦中所構思的個人發想計畫而已。
吳聲達也因此於1954年初一共被保安處詢問了三次，並於同年的3月被送往青島東路的「保安司令部軍法處」進行起訴與判決，於1954年3月5日開庭審判、1954年4月12日拿到起訴書，最後判決為刑滿後交付感訓。不料事態在1955年2月有了重大轉折，國防部所認為吳聲達的「ABCD組織」事件成為了覆審的要點，在經由總統府和國防部決議之後，以「意圖以非法方式顛覆政府而著手實行」的罪名，由原先的「延長感訓」改判為死刑，加上當時在綠島被嚴刑拷打的高木榮供出了自己在工作菜圃地下替人保管的書寫物，吳聲達所抄寫的《唯物辯證法》也成為被處以死刑的補強證據。吳聲達最終於1956年1月13日被執以死刑。

## 自白書及判決爭議

### 吳聲達受審自白書中前後證詞的變化
比對吳聲達的受審筆錄前後有相異之處，其於1950年7月5日的筆錄中表示並不知道領導人是誰，於1950年7月18日改口領導人為呂丁南， 而後又改為王璇最先同呂丁南、許江新一起討論，並由王璇領導，但在1950年7月19日又再度改口領導人為王璇，自己同許江新及呂丁南受其領導。
1950年8月台南市工委會主要成員先後落網，何川於自白書中明確指出無聲達助教的組織圖。1953年9月11日藏匿多年的呂丁南在台中向台中憲兵隊自首，因政府政策逐漸改剿為撫，呂丁南獲得自新。

### 判決爭議
如前面所介紹， 1953 年，獄方提議新生訓導處進行「一人一事良心救國運動」以失敗告終，然而當時反抗刺青運動的受難者卻因此成為官方的眼中釘，成為了綠島再叛亂案的導火線。
事後，新生訓導處開始蒐集「紙條」、利用人性弱點「以犯制犯」打小報告，藉以羅織的「再判亂案」罪名。其中「ABCD組織」僅是吳聲達腦袋中初步的個人發想，卻被官方利用成為了吳聲達等人日後被處以死刑的關鍵證據。

## 紀念
2013年10月 北京西山國家森林公園的無名英雄廣場上立有無名英雄紀念碑，為紀念來台灣在1950年代被處決「隱避戰線烈士」而設立，吳聲達銘刻於紀念碑上，為中共國家安全部追認之中華人民共和國烈士。